# Formuła 3 Euro Series
| Formuła 3 Euro Series | Formuła 3 Euro Series |
| --------------------- | --------------------- |
| Kategoria             | Wyścigi samochodowe   |
| Region                | Europa                |
| Kierowców             | 32                    |
| Zespołów              | 11                    |
| Pierwszy sezon        | 2003                  |
| Ostatni sezon         | 2012                  |
| Samochód              | Dallara               |
| Silniki               | Mercedes Volkswagen   |
| Opony                 | Kumho                 |

Formuła 3 Euro Series (oryg. Formula 3 Euro Series) – seria wyścigowa założona w 2003 roku przez połączenie niemieckiej i francuskiej Formuły 3, jest partnerem serii DTM. Dla młodych kierowców stanowiła przepustkę do serii GP2.
Sezon 2003 nie był pierwszym, który odbył się w całej Europie. Pomiędzy 1966 i 1972 odbywały się zawody FIA Formula 3 Nations European Cup, od 1975 do 1984 Mistrzostwa Europy Formuły 3, w 1975 i w latach 1985-1990, a następnie ponownie od 1999 do 2004 Europejski Puchar Formuły 3, a także w 1987 roku EFDA Formuła 3 Euro Series i w 1988 Formuła 3 Euro Challenge.
Dzięki działaniu Fédération Français du Sport Automobile (FFSA) we Francji i Deutscher Motor Sport Bund (DMSB) w Niemczech w 2003 roku została utworzona europejska seria Formuły 3.
W 2012 roku wznowiono Mistrzostwa Europy Formuły 3, które początkowo odbywały się równolegle z Formułą 3 Euro Series, jednak od 2013 roku stały się jej zastępcą.

## Regulamin

### Technika
Regulamin ustala FIA. Formuła 3 Euro Series korzysta z konstrukcji Dallary. Silnik 4-cylindrowy może mieć pojemność do 2000 cm³. Skrzynia biegów 6 biegowa. Opony Kumho. Bolid może ważyć 550 kg.

### Wyścigi
Pełny weekend trwa trzy dni, w których odbywają się trzy wyścigi.
W pierwszym dniu w Piątek odbywają się dwa 60 minutowe treningi, po których następują 30 minutowe kwalifikacje, które decydują o miejscach na starcie do pierwszego i trzeciego wyścigu.
Na drugi dzień Sobotę przypada pierwszy wyścig trwający nie więcej niż 40 minut, w którym kierowcy pokonują 110 km.
Następnie następuje wyścig numer 2, w czasie którego kierowcy od pozycji 1 do 8 (klasyfikacja pierwszego wyścigu) startują w odwrotnej kolejności. Wyścig ten trwa nie więcej niż 20 minut, a kierowcy pokonują dystans 60 km.
W trzecim dniu rozgrywany jest ostatni wyścig. O pozycjach na starcie decydują piątkowe kwalifikacje. Podobnie jak w pierwszym wyścigu kierowcy pokonują 110 km., w czasie nie większym niż 40 minut.

### Punktacja
| Pierwszy i Trzeci wyścig: | Drugi wyścig: |
| --- | --- |
| - 1. miejsce: 25 punkty - 2. miejsce: 18 punkty - 3. miejsce: 15 punkty - 4. miejsce: 12 punkty - 5. miejsce: 10 punkty - 6. miejsce: 8 punkty - 7. miejsce: 6 punkty - 8. miejsce: 4 punkty - 9. miejsce: 2 punkty - 10. miejsce: 1 punkt | - 1. miejsce: 10 punkty - 2. miejsce: 8 punkty - 3. miejsce: 6 punkty - 4. miejsce: 5 punkty - 5. miejsce: 4 punkty - 6. miejsce: 3 punkty - 7. miejsce: 2 punkty - 8. miejsce: 1 punkt |

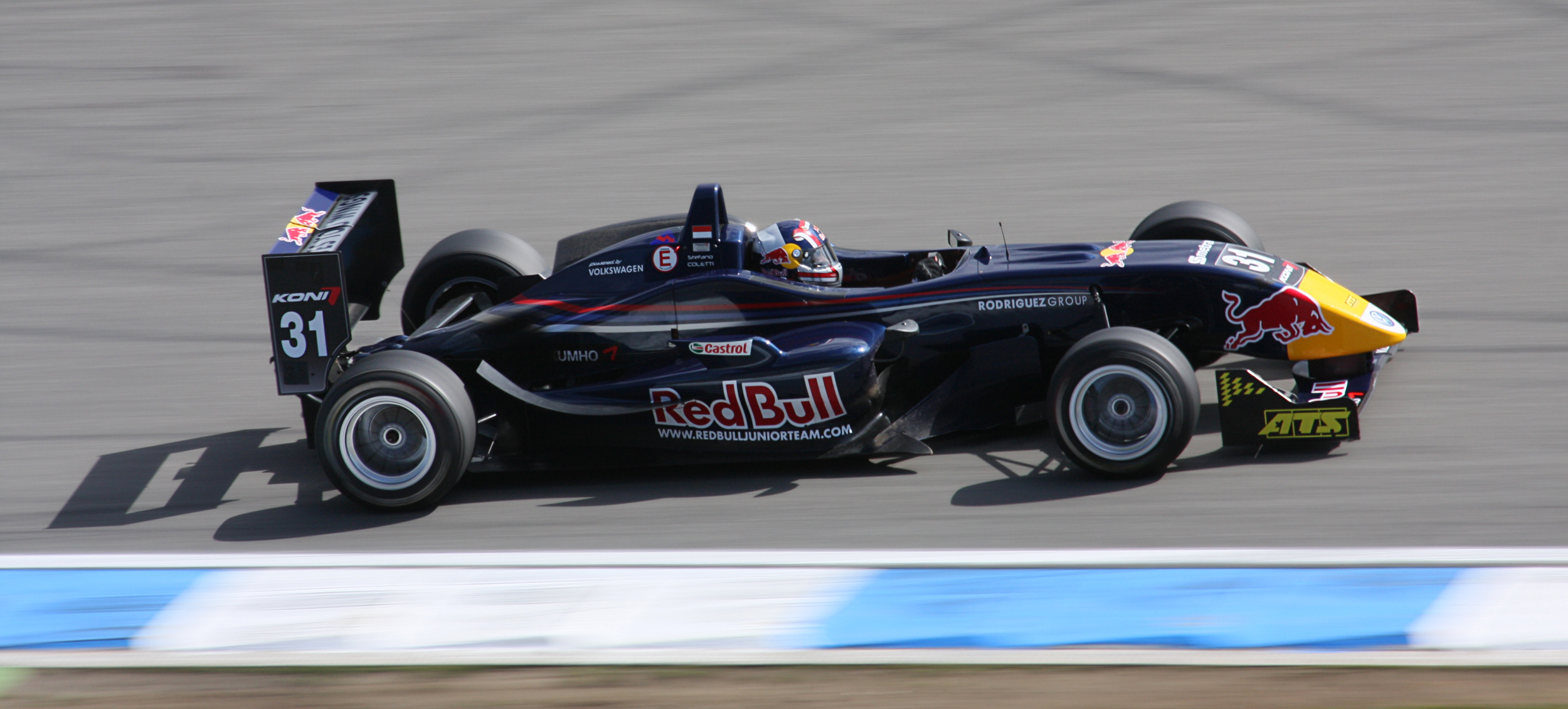
Bolid Dallary Stefano Colettiego na Hockenheimringu

Za najlepszy czas w wyścigu otrzymuje się dodatkowo 1 punkt.

## Tory
W Formule 3 Euro Series większość wyścigów (50-60%) rozgrywana jest na torach w Niemczech. Pozostałe odbywają się we Francji, Wielkiej Brytanii, Holandii, Włoszech, Belgii i Hiszpanii. We Francji rozgrywa się na torze Le Mans, lub Pau, w Wielkiej Brytanii na Brands Hatch, w Hiszpanii na Circuit de Catalunya, na Estoril w Portugalii, we Włoszech na torze Adria i w Belgii Spa-Francorchamps. W roku 2004 w kalendarzu znalazł się również wyścig Masters F3 w Zandvoort w Holandii, a w 2005 odbyła się runda na ulicach Monako.

## Mistrzowie Formuły 3
| Kierowców | Kierowców         | Kierowców | Kierowców          | Kierowców | Kierowców          | Kierowców |
| Rok       | Mistrz            | Punkty    | 2. miejsce         | Punkty    | 3. miejsce         | Punkty    |
| --------- | ----------------- | --------- | ------------------ | --------- | ------------------ | --------- |
| 2003      | Ryan Briscoe      | 110       | Christian Klien    | 89        | Olivier Pla        | 74        |
| 2004      | Jamie Green       | 139       | Alexandre Prémat   | 88        | Nicolas Lapierre   | 85        |
| 2005      | Lewis Hamilton    | 172       | Adrian Sutil       | 94        | Lucas Di Grassi    | 68        |
| 2006      | Paul di Resta     | 86        | Sebastian Vettel   | 75        | Kōhei Hirate       | 61        |
| 2007      | Romain Grosjean   | 106       | Sébastien Buemi    | 95        | Nico Hülkenberg    | 72        |
| 2008      | Nico Hülkenberg   | 85        | Edoardo Mortara    | 49,5      | Jules Bianchi      | 47        |
| 2009      | Jules Bianchi     | 114       | Christian Vietoris | 75        | Valtteri Bottas    | 62        |
| 2010      | Edoardo Mortara   | 101       | Marco Wittmann     | 76        | Valtteri Bottas    | 74        |
| 2011      | Roberto Merhi     | 406       | Marco Wittmann     | 285       | Daniel Juncadella  | 280       |
| 2012      | Daniel Juncadella | 240       | Pascal Wehrlein    | 226       | Raffaele Marciello | 219,5     |

| Konstruktorów | Konstruktorów | Konstruktorów   | Konstruktorów | Konstruktorów   | Konstruktorów    | Konstruktorów |
| Rok           | Zespół        | Zespół          | Punkty        | 2. miejsce      | 2. miejsce       | Punkty        |
| ------------- | ------------- | --------------- | ------------- | --------------- | ---------------- | ------------- |
| 2003          | Francja       | ASM Formule 3   | 164           | Niemcy          | Mücke Motorsport | 160           |
| 2004          | Francja       | ASM Formule 3   | 290           | Francja         | Signature-Plus   | 144           |
| 2005          | Francja       | ASM Formule 3   | 261           | Francja         | Signature-Plus   | 103           |
| 2006          | Francja       | ASM Formule 3   | 197           | Wielka Brytania | Manor Motorsport | 147           |
| 2007          | Francja       | ASM Formule 3   | 229           | Wielka Brytania | Manor Motorsport | 119           |
| 2008          | Francja       | ART Grand Prix  | 159           | Francja         | Signature-Plus   | 110,5         |
| 2009          | Francja       | ART Grand Prix  | 183           | Niemcy          | Mücke Motorsport | 163           |
| 2010          | Francja       | Signature       | 193           | Francja         | ART Grand Prix   | 148           |
| 2011          | Włochy        | Prema Powerteam | 653           | Francja         | Signature        | 548           |
| 2012          | Włochy        | Prema Powerteam | 609,5         | Niemcy          | Mücke Motorsport | 441,5         |